# Entente Durbuy
Entente Durbuy is een Belgische voetbalclub uit Durbuy. De club is aangesloten bij de KBVB met stamnummer 3008 en heeft rood en zwart als kleuren. De club speelde in haar bestaan enkele seizoenen in de nationale reeksen als RSC Barvautois, en onderging later enkele fusies. Entente Durbuy speelt op terreinen in deelgemeenten Barvaux en Bomal.

## Geschiedenis
In Barvaux sloot een eerste Sporting Club Barvautois zich in 1935 aan bij de Belgische Voetbalbond, waar men stamnummer 2226 kreeg toegekend. SC Barvautois had groen en wit als kleuren. Tijdens de Tweede Wereldoorlog werd die club op 23 juni 1941 geschrapt, maar reeds op 28 juni 1941 werd de club heropgericht. Men sloot weer aan bij de Belgische Voetbalbond, waar men het nieuwe stamnummer 3008 kreeg. De club nam zwart en wit aan als clubkleuren. SC Barvautois ging in de provinciale reeksen spelen.
De volgende eeuw bleef SC Barvautois in de verschillende provinciale reeksen spelen. In 1991 werd de club koninklijk en de naam werd RSC Barvautois. In 1992 promoveerde de club voor het eerst in haar bestaan naar de nationale Bevorderingsreeksen, het vierde niveau. Men kon zich enkele jaren handhaven in Vierde Klasse, tot men er in 1995 op twee na laatste eindigde. Dat was een degradatieplaats en zo zakte men na drie seizoenen weer naar Eerste Provinciale.
RSC Barvautois bleef de volgende seizoenen in Eerste Provinciale en haalde er in 1998 een plaats in de provinciale eindronde en vervolgens de interprovinciale eindronde. Na een overwinning na verleningen tegen de Naamse eersteprovincialer Arquet FC werd men daar echter uitgeschakeld door de Henegouwse eersteprovincialer RSC Lambusart-Fleurus. Barvaux bleef de volgende jaren in de middenmoot van Eerste Provinciale eindigen, tot men er in 2002 afgetekend laatste werd en verder degradeerde naar Tweede Provinciale.

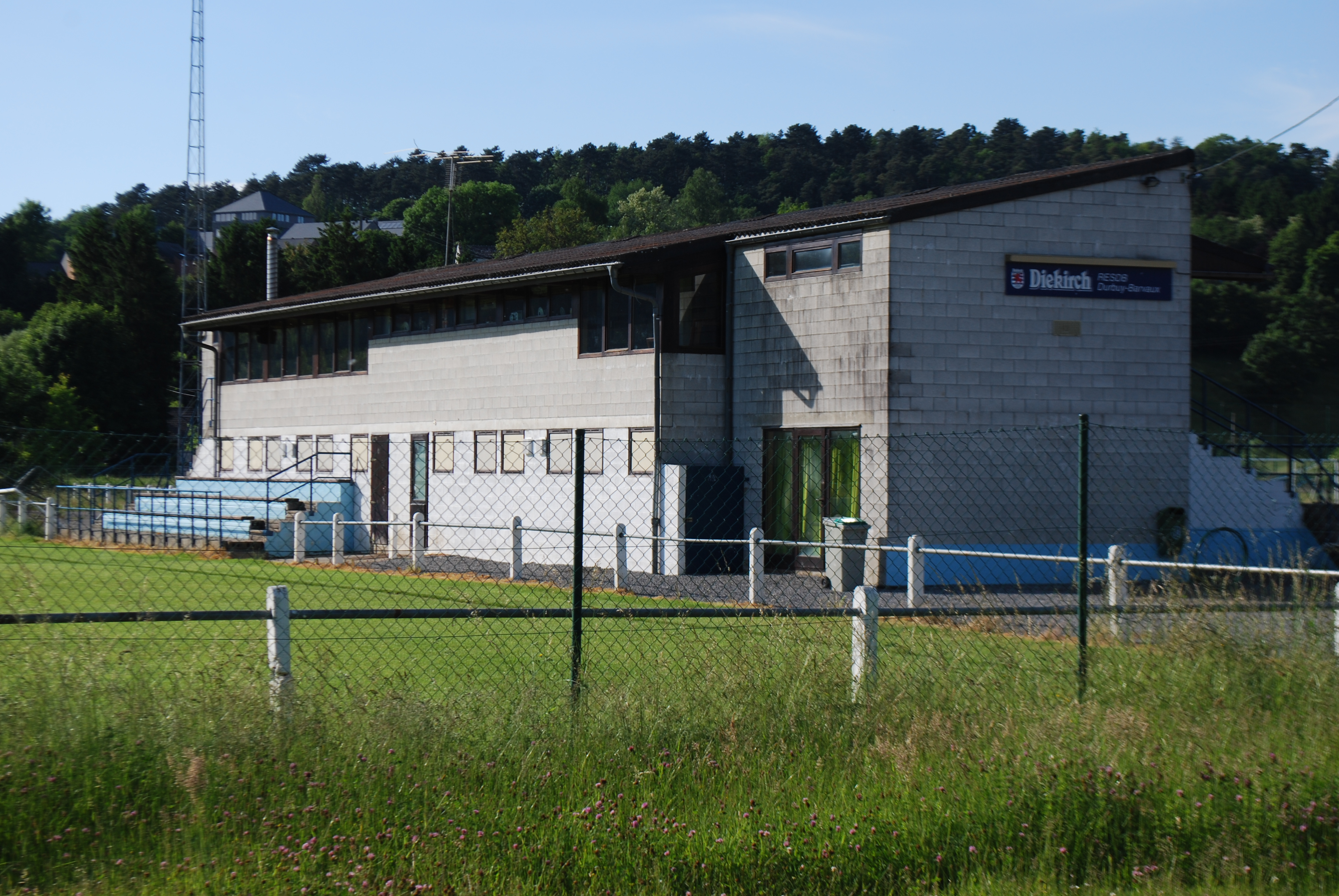
Stadion van RES Durbuysienne in 2013

In Tweede Provinciale trof RSC Barvautois gemeentegenoot ES Durbuysienne aan. Die club was aangesloten bij de Voetbalbond met stamnummer 7042 en had blauw en wit als kleuren. Barvaux eindigde het seizoen 2002/03 als tweede van zijn reeks, maar verloor daarna in de eindronde. Gemeentegenoot Durbuysienne eindigde dat seizoen als laatste. Beide clubs besloten samen te gaan en fusioneerden in 2003 tot Royale Entente Sportive Durbuy-Barvaux, dat verder speelde met stamnummer 3008 van Barvautois. Stamnummer 7042 van Durbuysienne werd geschrapt. De fusieclub nam als clubkleuren blauw, wit en zwart, de kleuren van de twee fusionerende clubs samen.
De fusieclub kende weinig succes en zakte de volgende seizoenen verder weg naar Derde Provinciale. In 2010 wist men via de eindronde weer te promoveren naar Tweede Provinciale. Daar bleef RES Durbuy-Barvaux het echter moeilijk hebben en het eindigde er de volgende seizoenen telkens bij de laatsten en moest meermaals een eindronde tegen degradatie spelen. De clubnaam werd RES Durbuysienne.
In 2015 ging RES Durbuysienne samen met gemeentegenoot Bomal RFC, dat was aangesloten bij de KBVB met stamnummer 3205 en in zijn bestaan ook enkele jaren in de nationale reeksen had gespeeld. De fusieclub werd Entente Durbuy genoemd en speelde verder met stamnummer 3008 van Durbuysienne in Eerste Provinciale. Entente Durbuy promoveerde meteen tweemaal op rij, waardoor het in 2017 van start ging in Tweede klasse amateurs. In zijn eerste seizoen eindigde de club meteen vierde, gevolgd door een achtste plaats in het seizoen 2018/19.
In maart 2020 liet de club weten dat het zich voor het seizoen 2020/21 vrijwillig zou terugtrekken uit het nationale voetbal. Voorzitter Paul Tintin gaf als reden financiële redenen aan.
De club werd uiteindelijk overgenomen door de vzw Aneessens 25, maar al snel lieten zij de club achter en had de T2 Ilir Likaj zijn vriend Mahir Demiral op de hoogte gehouden en hebben hun een akkoord bereikt dat Mahir Demiral in oktober de club zou overnemen. Zijn positie als voorzitter van FC Schaerbeek gaf hij aan zijn zoon Nurettin Can Demiral.
Mahir zou graag de jeugdspelers uit Brussel zien doorstromen naar de club uit Durbuy die in 2e amateur uitkomt.
Ondertussen ging het sportief van kwaad na erger. Na 2 opeenvolgende degradaties zou de club in het seizoen 2023-24 in 1e provinciale Luxemburg moeten uitkomen, maar de Luxemburgse voetbalbond liet weten aan nieuwe voorzitter Ousmane Sow, dat de club niet welkom is. Als reden wordt opgegeven dat de club geen eigen terrein meer heeft, alsook repetitief "onaangenaam gedrag" in het vorig seizoen.

## Resultaten
| Seizoen                                    | Klasse | Klasse | Klasse | Klasse | Klasse | Klasse | Klasse | Klasse | Klasse | Reeks                                                    | Punten                                                   | Opmerkingen                                                               |
|                                            | I      | I      | II     | III    | IV     | P.I    | P.II   | P.III  | P.IV   |                                                          |                                                          |                                                                           |
| ------------------------------------------ | ------ | ------ | ------ | ------ | ------ | ------ | ------ | ------ | ------ | -------------------------------------------------------- | -------------------------------------------------------- | ------------------------------------------------------------------------- |
| Als Royale Entente Sportive Durbuy-Barvaux |        |        |        |        |        |        |        |        |        |                                                          |                                                          |                                                                           |
| 2009/10                                    |        |        |        |        |        |        |        | 3      |        | Derde prov. Lux                                          | 65                                                       |                                                                           |
| 2010/11                                    |        |        |        |        |        |        | 11     |        |        | Tweede prov. Lux                                         | 32                                                       |                                                                           |
| 2011/12                                    |        |        |        |        |        |        | 8      |        |        | Tweede prov. Lux                                         | 40                                                       |                                                                           |
| 2012/13                                    |        |        |        |        |        |        | 10     |        |        | Tweede prov. Lux                                         | 41                                                       |                                                                           |
| 2013/14                                    |        |        |        |        |        |        | 12     |        |        | Tweede prov. Lux                                         | 34                                                       |                                                                           |
| 2014/15                                    |        |        |        |        |        |        | 12     |        |        | Tweede prov. Lux                                         | 22                                                       |                                                                           |
| Als Entente Durbuy                         |        |        |        |        |        |        |        |        |        |                                                          |                                                          |                                                                           |
| 2015/16                                    |        |        |        |        |        | 1      |        |        |        | Eerste prov. Lux                                         | 54                                                       |                                                                           |
|                                            | 1A     | 1B     | 1Am    | 2Am    | 3Am    | P.I    | P.II   | P.III  | P.IV   | Vanaf 2016-17 zijn er 3 nationale en 2 regionale niveaus | Vanaf 2016-17 zijn er 3 nationale en 2 regionale niveaus | Vanaf 2016-17 zijn er 3 nationale en 2 regionale niveaus                  |
| 2016/17                                    |        |        |        |        | 1      |        |        |        |        | Derde klasse Am.                                         | 64                                                       |                                                                           |
| 2017/18                                    |        |        |        | 4      |        |        |        |        |        | Tweede klasse Am.                                        | 45                                                       |                                                                           |
| 2018/19                                    |        |        |        | 8      |        |        |        |        |        | Tweede klasse Am.                                        | 39                                                       |                                                                           |
| 2019/20                                    |        |        |        | 6      |        |        |        |        |        | Tweede klasse Am.                                        | 35                                                       | Competitie stopgezet door coronapandemie                                  |
| 2020/21                                    |        |        |        | -      |        |        |        |        |        | Tweede klasse Am.                                        | -                                                        | Competitie geschrapt door coronapandemie                                  |
| 2021/22                                    |        |        |        | 16     |        |        |        |        |        | Tweede klasse Am.                                        | 8                                                        | Degradatie                                                                |
| 2022/23                                    |        |        |        |        | 15     |        |        |        |        | Derde afdeling                                           | 20                                                       | Degradatie, maar de club wordt geschrapt door de Luxemburgse voetbalbond. |